# Lithacodia sidemiata
Lithacodia sidemiata là một loài bướm đêm trong họ Noctuidae.